# Моэрман, Адриен
Адрие́н Рене́ Моэрма́н (фр. Adrien Rene Moerman; род. 7 августа 1988, Фонтене-о-Роз, Франция) — французский баскетболист, играющий на позиции тяжёлого форварда.

## Карьера
Моэрман начал свою профессиональную карьеру в 2005 году в составе «Шораль Роан Баскет». Он провёл за команду два сезона, выиграв в 2007 году чемпионат Франции.
На сезон 2007/2008 Адриен подписал контракт с «Нантером», где по итогу стал самым ценным французским игроком НБЛ Про B.
С 2008 по 2011 год выступал за «Орлеан Луаре Баскет». Вместе с командой по итогам сезона 2008/2009 стал серебряным призёром чемпионата Франции, а в 2010 году выиграл Кубок Франции.
В июле 2011 года Моэрман перешёл в «Нанси». Провёл за команду 10 матчей в Евролиге, набирая в среднем 11,4 очка и 6,6 подбора. Также принял участие в «Матче всех звёзд» чемпионата Франции.
В июне 2012 года Адриен стал игроком «Бильбао». В составе команды добрался до 1/4 финала Евролиги.
В июне 2013 года вернулся во французский чемпионат, подписав соглашение с «Лиможем». За пару лет в составе команды Моэрман дважды выиграл чемпионат Франции, а по итогу сезона 2014/2015 был признан самым ценным игроком турнира. Помимо этого принимал участие в «Матче всех звёзд», где также был признан самым ценным игроком.
В июле 2015 года Моэрман подписал контракт с турецким клубом «Банвит». За 32 игры в чемпионате Турции его средние показатели составили 18 очков и 10,1 подбора.
В июле 2016 года Адриен перешёл в «Дарюшшафаку». В 33 играх Евролиги он набирал в среднем 8,1 очка и 5,1 подбора. В июне 2017 года клуб расторг контракт с игроком.
В июле 2017 года присоединился к «Барселоне». Вместе с командой стал обладателем Кубка Испании.
В начале июля 2018 года Моэрман стал игроком «Анадолу Эфеса». Он провёл за команду четыре сезона, в общей сложности став в составе команды двукратным чемпионом Турции, обладателем Кубка Турции и двукратным чемпионом Евролиги.
В июле 2022 года перешёл в «Монако». За 12 игр в чемпионате Франции, средняя статистика Адриена составила 6,3 очка и 4,1 подбора.
В январе 2023 года Моэрман подписал контракт с «Зенитом» до конца сезона. В июле 2023 года он продлил соглашение с клубом, а в сентябре стал обладателем Суперкубка Единой лиги ВТБ. В апреле 2024 года Адриен расторг контракт с «Зенитом».

## Сборная Франции
Моэрман неоднократно вызывался в юношеские команды сборной Франции. В составе юношеских сборных он выиграл золотые медали на чемпионате Европы среди юношей до 16 лет в 2004 году и на чемпионате Европы среди юношей до 18 лет в 2006 году. Он также выиграл бронзовую медаль на чемпионате мира среди юношей до 19 лет в 2007 году.
За основную команду он дебютировал в 2016 году на матчах олимпийского квалификационного турнира.

## Достижения
- Чемпион Франции (3): 2006/2007, 2013/2014, 2014/2015
- Серебряный призёр чемпионата Франции: 2008/2009
- Обладатель Кубка Франции: 2009/2010
- Обладатель Кубка Испании: 2017/2018
- Чемпион Турции (2): 2018/2019, 2020/2021
- Чемпион Евролиги (2): 2020/2021, 2021/2022
- Серебряный призёр чемпионата Турции: 2021/2022
- Обладатель Кубка Турции: 2022
- Обладатель Суперкубка Единой лиги ВТБ: 2023